# Metaphycus ira
Metaphycus ira är en stekelart som beskrevs av John S. Noyes 2004. Metaphycus ira ingår i släktet Metaphycus och familjen sköldlussteklar.
Artens utbredningsområde är Costa Rica. Inga underarter finns listade i Catalogue of Life.